# Wioleta Danilewicz
Wioletta Teresa Danilewicz – polska pedagog, dr hab. nauk humanistycznych, profesor nadzwyczajny Katedry Studiów Społecznych i Edukacyjnych Wydziału Nauk o Edukacji Uniwersytetu w Białymstoku, Katedry Pedagogiki Społecznej Wyższej Szkoły Suwalsko-Mazurskiej im. Papieża Jana Pawła II w Suwałkach, Wydziału Pedagogicznego Wszechnicy Mazurskiej i Państwowej Wyższej Szkoły Zawodowej im. prof. Edwarda F. Szczepanika w Suwałkach.

## Życiorys
4 czerwca 1996 obroniła pracę doktorską Sytuacja opiekuńczo-wychowawcza dziecka w rodzinie czasowo niepełnej z powodu długotrwałego pobytu rodzica za granicą, 10 listopada 2011 habilitowała się na podstawie pracy zatytułowanej Rodzina ponad granicami. Transnarodowe doświadczenia wspólnoty rodzinnej. Została zatrudniona na stanowisku profesora nadzwyczajnego Katedry Studiów Społecznych i Edukacyjnych Wydziału Nauk o Edukacji Uniwersytetu w Białymstoku, Katedry Pedagogiki Społecznej Wyższej Szkoły Suwalsko-Mazurskiej im. Papieża Jana Pawła II w Suwałkach, Wydziału Pedagogicznego Wszechnicy Mazurskiej i Państwowej Wyższej Szkoły Zawodowej im. prof. Edwarda F. Szczepanika w Suwałkach.
Była kierownikiem w Zakładzie Pedagogiki Społecznej na Wydziale Nauk o Edukacji Uniwersytetu w Białymstoku.